# Mistrzostwa Polski w Pływaniu 2019
Mistrzostwa Polski w Pływaniu 2019 (oficjalnie Główne Mistrzostwa Polski Seniorów i Młodzieżowców w Pływaniu 2019) – zawody pływackie, które odbyły się w dniach 15–19 maja 2019 na pływalni 50-metrowej Aquasfera w Olsztynie. Podczas zawodów została wyłoniona kadra na mistrzostwa świata w Gwangju, mistrzostwa Europy juniorów w Kazaniu, uniwersjadę w Neapolu i olimpijski festiwal młodzieży Europy w Baku. Ponadto zawodnicy mogli uzyskać kwalifikację na  mistrzostwa świata juniorów w Budapeszcie.

## Minima kwalifikacyjne
| Konkurencja                                 | Kobiety  | Mężczyźni |
| 50 m stylem dowolnym                        | 25,04    | 22,18     |
| 100 m stylem dowolnym                       | 54,49    | 48,80     |
| 200 m stylem dowolnym                       | 1:58,66  | 1:47,40   |
| 400 m stylem dowolnym                       | 4:10,57  | 3:48,15   |
| 800 m stylem dowolnym                       | 8:38,56  | 7:54,31   |
| 1500 m stylem dowolnym                      | 16:32,04 | 15:07,38  |
| 50 m stylem grzbietowym                     | 28,22    | 25,17     |
| 100 m stylem grzbietowym                    | 1:00,59  | 54,06     |
| 200 m stylem grzbietowym                    | 2:11,53  | 1:58,34   |
| 50 m stylem klasycznym                      | 31,22    | 27,39     |
| 100 m stylem klasycznym                     | 1:07,43  | 59,95     |
| 200 m stylem klasycznym                     | 2:25,91  | 2:11,00   |
| 50 m stylem motylkowym                      | 26,34    | 23,66     |
| 100 m stylem motylkowym                     | 58,48    | 51,96     |
| 200 m stylem motylkowym                     | 2:09,21  | 1:56,71   |
| 200 m stylem zmiennym                       | 2:13,03  | 2:00,22   |
| 400 m stylem zmiennym                       | 4:43,06  | 4:17,90   |
| 4 × 100 m stylem dowolnym                   | 3:38,85  | 3:15,12   |
| 4 × 200 m stylem dowolnym                   | 8:02,94  | 7:13,46   |
| 4 × 100 m stylem zmiennym                   | 4:02,67  | 3:34,79   |
| Sztafeta mieszana 4 × 100 m stylem dowolnym | 3:31,76  | 3:31,76   |
| Sztafeta mieszana 4 × 100 m stylem zmiennym | 3:48,25  | 3:48,25   |

| Konkurencja               | Dziewczęta | Chłopcy  |
| 50 m stylem dowolnym      | 26,21      | 23,23    |
| 100 m stylem dowolnym     | 56,59      | 50,58    |
| 200 m stylem dowolnym     | 2:02,86    | 1:50,06  |
| 400 m stylem dowolnym     | 4:19,13    | 3:53,78  |
| 800 m stylem dowolnym     | 8:57,84    | 8:10,17  |
| 1500 m stylem dowolnym    | 17:02,41   | 15:34,03 |
| 50 m stylem grzbietowym   | 28,93      | 25,84    |
| 100 m stylem grzbietowym  | 1:03,41    | 56,10    |
| 200 m stylem grzbietowym  | 2:15,99    | 2:02,42  |
| 50 m stylem klasycznym    | 31,87      | 28,60    |
| 100 m stylem klasycznym   | 1:10,15    | 1:03,26  |
| 200 m stylem klasycznym   | 2:30,68    | 2:17,04  |
| 50 m stylem motylkowym    | 27,29      | 24,24    |
| 100 m stylem motylkowym   | 1:01,14    | 54,04    |
| 200 m stylem motylkowym   | 2:15,99    | 2:01,94  |
| 200 m stylem zmiennym     | 2:18,50    | 2:05,12  |
| 400 m stylem zmiennym     | 4:52,92    | 4:28,40  |
| 4 × 100 m stylem dowolnym | 3:48,51    | 3:24,28  |
| 4 × 200 m stylem dowolnym | 8:19,54    | 7:26,89  |
| 4 × 100 m stylem zmiennym | 4:12,73    | 3:46,31  |

### Zasady kwalifikacji na Mistrzostwa Świata w Pływaniu 2019
Minima zostały ustalone na poziomie normy A FINA. Na mistrzostwa świata w każdej konkurencji indywidualnej kwalifikuje się maksymalnie dwóch pływaków, którzy minimum powinni uzyskać w finale A. Jeśli żaden z zawodników nie wypełni minimum w finale A, ale uzyska je pływak w finale B lub eliminacjach, zostaje on wówczas zakwalifikowany na mistrzostwa. Minima ustalone dla sztafet w stylu dowolnym dotyczą sumy czasów uzyskanych przez czterech pierwszych zawodników w konkurencjach indywidualnych. Musi być ona mniejsza bądź równa minimum ustalonemu dla tych sztafet. Aby kwalifikację na mistrzostwa mogła wywalczyć sztafeta zmienna suma czasów osiągniętych przez zwycięzców konkurencji w poszczególnych stylach (grzbietowym, klasycznym, motylkowym i dowolnym) musi być mniejsza bądź równa minimum ustalonemu przez Polski Związek Pływacki.

## Medaliści
Na zielono zaznaczono wyniki gwarantujące start na mistrzostwach świata seniorów w Gwangju w konkurencjach indywidualnych.

### Mężczyźni
| Konkurencja                    | Złoto | Złoto    | Srebro | Srebro   | Brąz | Brąz     |
| Konkurencja                    | Zawodnik | Czas     | Zawodnik | Czas     | Zawodnik | Czas     |
| Styl dowolny                   | |          | |          | |          |
| 50 metrów                      | Paweł Juraszek Dziewiątka Dzierżoniów                                                                                      | 21,71    | Jakub Książek MKP Szczecin                                                                                        | 22,50    | Jakub Kraska AZS Łódź | 22,61    |
| 100 metrów                     | Kacper Majchrzak Warta Poznań                                                                                              | 48,88    | Przemysław Gawrysiak Omega Kleszczów                                                                              | 49,41    | Jan Hołub AZS UMCS Lublin | 49,75    |
| 200 metrów                     | Kacper Majchrzak Warta Poznań                                                                                              | 1:47,32  | Jan Hołub AZS UMCS Lublin                                                                                         | 1:49,07  | Jakub Kraska AZS Łódź | 1:49,23  |
| 400 metrów                     | Wojciech Wojdak AZS AWF Warszawa                                                                                           | 3:47,89  | Filip Zaborowski MKP Szczecin                                                                                     | 3:51,86  | Bartłomiej Koziejko AZS UWM Olsztyn                                                                                                 | 3:55,34  |
| 800 metrów                     | Wojciech Wojdak AZS AWF Warszawa                                                                                           | 7:56,88  | Krzysztof Pielowski AZS UWM Olsztyn                                                                               | 8:00,71  | Filip Zaborowski MKP Szczecin | 8:02,69  |
| 1500 metrów                    | Wojciech Wojdak AZS AWF Warszawa                                                                                           | 14:59,99 | Krzysztof Pielowski AZS UWM Olsztyn                                                                               | 15:16,32 | Bartłomiej Koziejko AZS UWM Olsztyn                                                                                                 | 15:34,45 |
| Styl grzbietowy                | |          | |          | |          |
| 50 metrów                      | Rafał Bugdol AZS AWF Katowice                                                                                              | 25,42    | Tomasz Polewka AZS AWF Katowice                                                                                   | 25,55    | Kamil Kaźmierczak Olimpijczyk Aleksandrów Łódzki                                                                                    | 25,56    |
| 100 metrów                     | Radosław Kawęcki AZS AWF Warszawa                                                                                          | 54,46    | Rafał Bugdol AZS AWF Katowice                                                                                     | 54,98    | Jakub Mościcki G-8 Bielany Warszawa                                                                                                 | 55,23    |
| 200 metrów                     | Radosław Kawęcki AZS AWF Warszawa                                                                                          | 1:56,64  | Jakub Skierka TP Zielona Góra                                                                                     | 1:57,86  | Mikołaj Malec MKS Trójka Łódź | 2:00,89  |
| Styl klasyczny                 | |          | |          | |          |
| 50 metrów                      | Maciej Hołub AZS AWF Katowice                                                                                              | 27,78    | Michał Szer MKS Piaseczno                                                                                         | 27,97    | Jan Kałusowski MKS Trójka Łódź | 28,23    |
| 100 metrów                     | Jan Kałusowski MKS Trójka Łódź                                                                                             | 1:01,40  | Maciej Hołub AZS AWF Katowice                                                                                     | 1:01,63  | Bartłomiej Roguski AZS AWF Warszawa                                                                                                 | 1:02,22  |
| 200 metrów                     | Bartłomiej Roguski AZS AWF Warszawa                                                                                        | 2:12,35  | Dawid Szwedzki WKS Śląsk Wrocław                                                                                  | 2:13,19  | Jan Kałusowski MKS Trójka Łódź | 2:13,44  |
| Styl motylkowy                 | |          | |          | |          |
| 50 metrów                      | Konrad Czerniak AZS UMCS Lublin                                                                                            | 23,57    | Michał Chudy Warta Poznań                                                                                         | 23,83    | Marcin Cieślak G-8 Bielany Warszawa                                                                                                 | 24,09    |
| 100 metrów                     | Konrad Czerniak AZS UMCS Lublin                                                                                            | 52,36    | Michał Poprawa AZS AWF Katowice                                                                                   | 52,53    | Michał Chudy Warta Poznań | 52,64    |
| 200 metrów                     | Michał Poprawa AZS AWF Katowice                                                                                            | 1:57,13  | Damian Chrzanowski WKS Śląsk Wrocław                                                                              | 1:58,72  | Paweł Krawczyk BUKS Warszawa | 2:00,51  |
| Styl zmienny                   | |          | |          | |          |
| 200 metrów                     | Marcel Wągrowski AZS Politechniki Łódzkiej                                                                                 | 2:00,70  | Michał Poprawa AZS AWF Katowice                                                                                   | 2:01,75  | Dawid Szwedzki WKS Śląsk Wrocław | 2:02,00  |
| 400 metrów                     | Dawid Szwedzki WKS Śląsk Wrocław                                                                                           | 4:16,15  | Dominik Bujak SALOS Cortile Kielce                                                                                | 4:19,42  | Marcel Wągrowski AZS Politechniki Łódzkiej                                                                                          | 4:24,61  |
| Sztafety                       | |          | |          | |          |
| 4 × 100 metrów stylem dowolnym | G-8 Bielany Warszawa Bartosz Piszczorowicz (49,98) Filip Orlicz (50,17) Kacper Piotrowski (50,28) Kacper Stokowski (49,56) | 3:19,99  | AZS-AWF Warszawa Adam Koster (49,66) Wojciech Wojdak (50,69) Adam Dubiel (51,53) Radosław Kawęcki (50,31)         | 3:22,19  | AZS AGH Kraków Łukasz Solak (50,82) Mateusz Wysoczyński (50,74) Marcin Suzin (51,78) Mateusz Ungeheuer (50,00)                      | 3:23,34  |
| 4 × 200 metrów stylem dowolnym | WKS Śląsk Wrocław Kacper Dereń (1:52,52) Damian Chrzanowski (1:52,57) Jakub Kiszczak (1:52,66) Szymon Jaworski (1:51,52)   | 7:29,27  | AZS-AWF Warszawa Wojciech Wojdak (1:50,58) Adam Dubiel (1:53,49) Adam Koster (1:54,60) Radosław Kawęcki (1:51,01) | 7:29,68  | G-8 Bielany Warszawa Kacper Stokowski (1:52,35) Kacper Piotrowski (1:52,99) Jan Karolczak (1:51,99) Bartosz Piszczorowicz (1:52,80) | 7:30,13  |
| 4 × 100 metrów stylem zmiennym | G-8 Bielany Warszawa Jakub Mościcki (55,61) Karol Zbutowicz (1:03,02) Marcin Cieślak (52,66) Filip Orlicz (49,31)          | 3:40,60  | AZS-AWF Katowice Tomasz Polewka (56,84) Maciej Hołub (1:02,56) Michał Poprawa (52,23) Rafał Bugdol (50,45)        | 3:42,08  | AZS AGH Kraków Mateusz Ungeheuer (55,76) Marcin Suzin (1:02,54) Mateusz Wysoczyński (54,23) Łukasz Solak (50,35)                    | 3:42,88  |

### Kobiety
| Konkurencja                    | Złoto | Złoto    | Srebro | Srebro   | Brąz | Brąz     |
| Konkurencja                    | Zawodniczka | Czas     | Zawodniczka | Czas     | Zawodniczka | Czas     |
| Styl dowolny                   | |          | |          | |          |
| 50 metrów                      | Katarzyna Wasick AZS AWF Katowice                                                                                             | 24,94    | Alicja Tchórz Juvenia Wrocław | 25,39    | Marta Cieśla AZS AWF Katowice                                                                                                | 25,60    |
| 100 metrów                     | Katarzyna Wasick AZS AWF Katowice                                                                                             | 54,45    | Aleksandra Polańska UKS GOS Raszyn                                                                                                  | 55,61    | Alicja Tchórz Juvenia Wrocław                                                                                                | 55,89    |
| 200 metrów                     | Aleksandra Polańska UKS GOS Raszyn                                                                                            | 1:59,59  | Dominika Kossakowska AZS AWF Katowice                                                                                               | 2:01,00  | Marta Klimek UKP Unia Oświęcim                                                                                               | 2:01,17  |
| 400 metrów                     | Aleksandra Polańska UKS GOS Raszyn                                                                                            | 4:15,17  | Paulina Piechota UKS 190 Łódź | 4:15,99  | Wiktoria Guść UKS Delfin Piotrków Trybunalski                                                                                | 4:16,50  |
| 800 metrów                     | Paulina Piechota UKS 190 Łódź                                                                                                 | 8:40,71  | Aleksandra Polańska UKS GOS Raszyn                                                                                                  | 8:49,72  | Ewa Jaszczuk Kormoran Olsztyn                                                                                                | 8:53,68  |
| 1500 metrów                    | Paulina Piechota UKS 190 Łódź                                                                                                 | 16:50,66 | Aleksandra Knop UKS 190 Łódź | 17:03,63 | Justyna Burska | 17:06,66 |
| Styl grzbietowy                | |          | |          | |          |
| 50 metrów                      | Alicja Tchórz Juvenia Wrocław                                                                                                 | 28,06    | Klaudia Naziębło Juvenia Wrocław | 28,89    | Zuzanna Herasimowicz AZS AWF Warszawa                                                                                        | 28,93    |
| 100 metrów                     | Alicja Tchórz Juvenia Wrocław                                                                                                 | 1:01,13  | Agata Naskręt G-8 Bielany Warszawa                                                                                                  | 1:01,41  | Paulina Peda AZS AWF Katowice                                                                                                | 1:01,96  |
| 200 metrów                     | Zuzanna Herasimowicz AZS AWF Warszawa                                                                                         | 2:11,50  | Laura Bernat Olimpia Lublin | 2:14,15  | Weronika Górecka AZS AWF Warszawa                                                                                            | 2:14,80  |
| Styl klasyczny                 | |          | |          | |          |
| 50 metrów                      | Dominika Sztandera Juvenia Wrocław                                                                                            | 31,25    | Weronika Hallmann AZS AWF Warszawa                                                                                                  | 31,84    | Alexandra Iwanowska Juvenia Wrocław                                                                                          | 32,05    |
| 100 metrów                     | Weronika Hallmann AZS AWF Warszawa                                                                                            | 1:08,75  | Alexandra Iwanowska Juvenia Wrocław                                                                                                 | 1:08,95  | Dominika Sztandera Juvenia Wrocław                                                                                           | 1:09,04  |
| 200 metrów                     | Weronika Hallmann AZS AWF Warszawa                                                                                            | 2:29,92  | Kinga Paradowska MUKS Piętnastka | 2:32,22  | Beata Maruszczyk MKS SMS Victoria Racibórz                                                                                   | 2:33,15  |
| Styl motylkowy                 | |          | |          | |          |
| 50 metrów                      | Anna Dowgiert Warta Poznań | 26,55    | Kornelia Fiedkiewicz Juvenia Wrocław                                                                                                | 27,13    | Paulina Nogaj Wodnik Radom                                                                                                   | 27,17    |
| 100 metrów                     | Paulina Nogaj Wodnik Radom | 59,36    | Paulina Peda AZS AWF Katowice | 59,79    | Anna Dowgiert Warta Poznań                                                                                                   | 1:00,76  |
| 200 metrów                     | Aleksandra Knop UKS 190 Łódź                                                                                                  | 2:13,23  | Daria Zielińska Polonia Warszawa | 2:13,32  | Aleksandra Węgrzynowska WKS Śląsk Wrocław                                                                                    | 2:16,50  |
| Styl zmienny                   | |          | |          | |          |
| 200 metrów                     | Kinga Paradowska MUKS Piętnastka                                                                                              | 2:16,97  | Aleksandra Knop UKS 190 Łódź | 2:17,77  | Paula Żukowska AZS UMCS Lublin                                                                                               | 2:18,69  |
| 400 metrów                     | Aleksandra Knop UKS 190 Łódź                                                                                                  | 4:47,35  | Paula Żukowska AZS UMCS Lublin | 4:48,63  | Kinga Paradowska MUKS Piętnastka                                                                                             | 4:53,77  |
| Sztafety                       | |          | |          | |          |
| 4 × 100 metrów stylem dowolnym | AZS-AWF Katowice Katarzyna Wasick (54,22) Dominika Kossakowska (55,95) Marta Cieśla (56,11) Paulina Peda (56,59)              | 3:42,87  | Juvenia Wrocław Kornelia Fiedkiewicz (56,14) Klaudia Naziębło (57,20) Dominika Sztandera (56,73) Alicja Tchórz (55,19)              | 3:45,26  | AZS UMCS Lublin Daniela Georges (58,07) Paula Żukowska (58,31) Wiktoria Czarnecka (58,08) Zuzanna Rabiniak (58,25)           | 3:52,71  |
| 4 × 200 metrów stylem dowolnym | AZS UMCS Lublin 1 Daniela Georges (2:05,20) Kamila Andrzejewska (2:04,57) Zuzanna Rabiniak (2:06,10) Paula Żukowska (2:05,16) | 8:21,03  | AZS UMCS Lublin 2 Joanna Wojciechowska (2:09,08) Ewa Osiniak (2:07,14) Julia Adamczyk (2:07,17) Wiktoria Samuła (2:06,95)           | 8:30,34  | UKS 190 Łódź Aleksandra Knop (2:02,96) Klaudia Skibiak (2:06,45) Tatiana Dąbrowska (2:13,64) Karolina Piechota (2:08,64)     | 8:31,69  |
| 4 × 100 metrów stylem zmiennym | Juvenia Wrocław Alicja Tchórz (1:01,37) Alexandra Iwanowska (1:08,49) Klaudia Naziębło (1:00,59) Kornelia Fiedkiewicz (55,66) | 4:06,11  | AZS-AWF Warszawa Zuzanna Herasimowicz (1:02,87) Weronika Hallmann (1:09,10) Weronika Górecka (1:03,55) Martyna Wardzińska (1:00,25) | 4:15,77  | AZS UMCS Lublin Daniela Georges (1:05,36) Wiktoria Samuła (1:10,89) Katarzyna Kołodziej (1:02,24) Wiktoria Czarnecka (57,44) | 4:15,93  |

### Sztafety mieszane
| Konkurencja                    | Złoto | Złoto   | Srebro | Srebro  | Brąz | Brąz    |
| Konkurencja                    | Zawodnicy | Czas    | Zawodnicy | Czas    | Zawodnicy | Czas    |
| 4 × 100 metrów stylem dowolnym | AZS-AWF Katowice Rafał Bugdol (50,50) Michał Poprawa (50,17) Dominika Kossakowska (55,80) Katarzyna Wasick (54,86) | 3:31,33 | AZS UMCS Lublin Konrad Czerniak (49,56) Wiktoria Czarnecka (57,49) Daniela Georges (56,94) Jan Hołub (48,97)           | 3:32,96 | Juvenia Wrocław Bartosz Makowski (53,02) Paweł Werner (50,35) Kornelia Fiedkiewicz (56,63) Alicja Tchórz (55,38) | 3:35,38 |
| 4 × 100 metrów stylem zmiennym | AZS-AWF Katowice 1 Paulina Peda (1:03,01) Maciej Hołub (1:00,85) Michał Poprawa (52,54) Katarzyna Wasick (55,62)   | 3:52,02 | AZS-AWF Katowice 2 Rafał Bugdol (54,85) Kamil Romanowski (1:02,47) Dominika Kossakowska (1:01,96) Marta Cieśla (56,52) | 3:55,80 | AZS UMCS Lublin Daniela Georges (1:04,71) Wiktoria Samuła (1:09,55) Tomasz Bocheń (55,22) Jan Hołub (49,09)      | 3:58,57 |